# Angizia

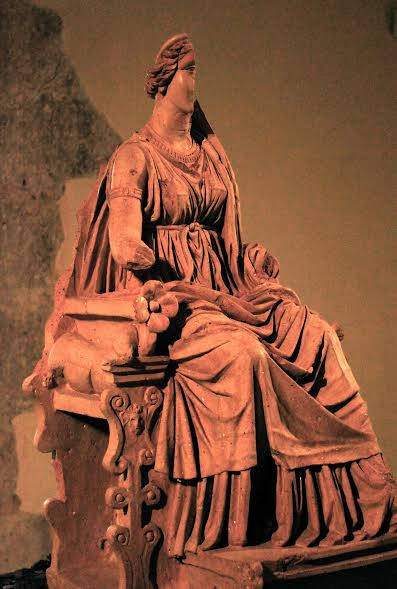
Supposta statua in terracotta della dea Angizia del III secolo a.C. (Museo Paludi di Celano)

Angizia (in latino Angitia, da angue[m] ovvero passaggio stretto come un serpente, elemento che le conferisce un carattere di divinità ctonia; in marso Anctia; in peligno Anaceta) era una divinità adorata dai Marsi, dai Peligni e da altri popoli osco-umbri, associata al culto dei serpenti.

## Storia

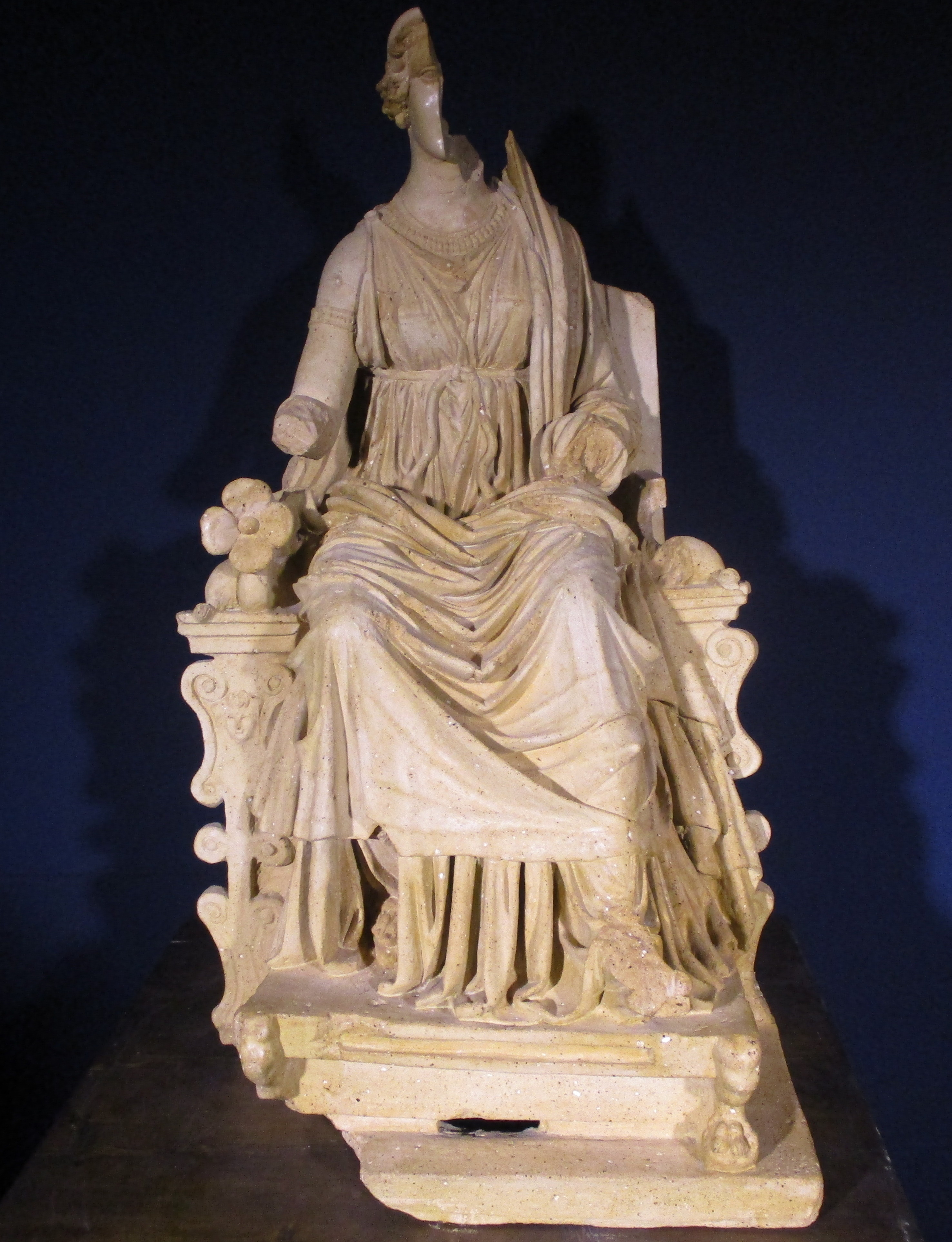
Veduta frontale della supposta statua di Angizia

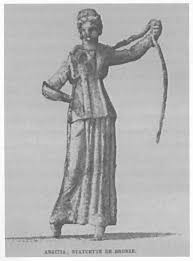
Riproduzione di una statuetta in bronzo che fu inclusa nella collezione Torlonia

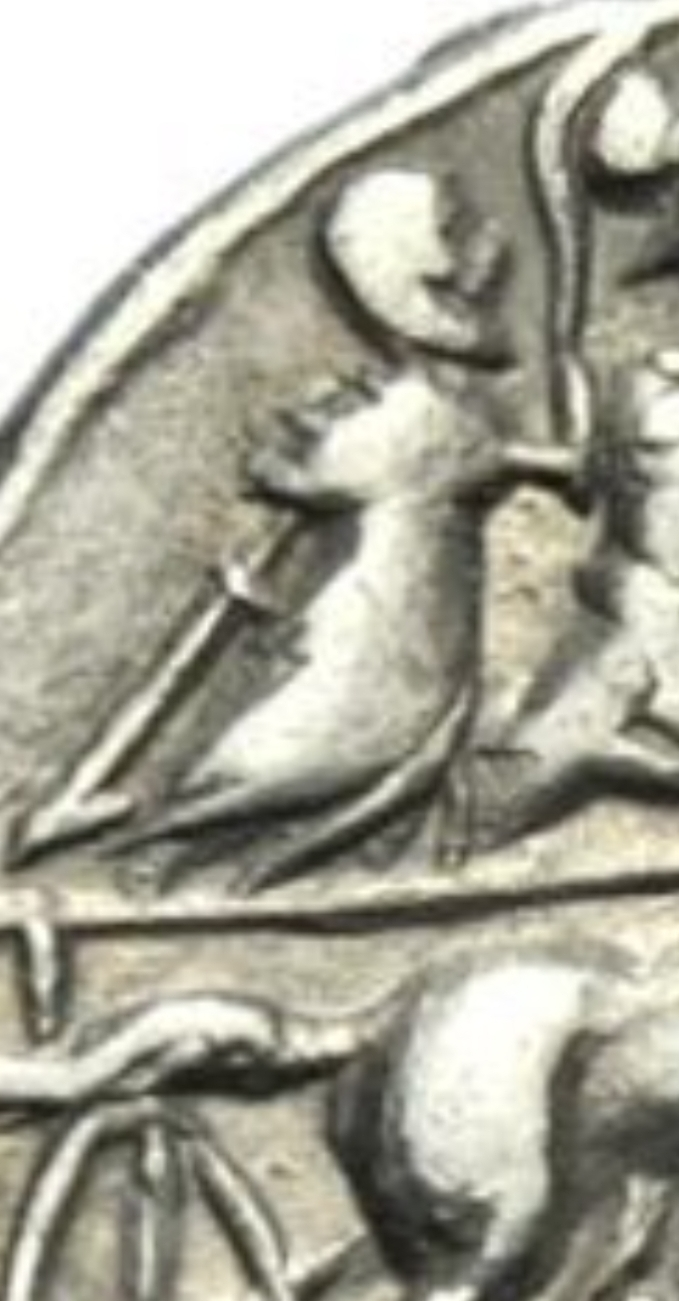
Rappresentazione di Angizia in una moneta della gens Gellia (dettaglio)

Identificata da alcuni studiosi come figlia del semidio Eeta e sorella di Circe e Medea, trova la sua più antica citazione nelle fonti, peraltro assieme al medesimo popolo dei Marsi, ad opera di Gn. Gellio (richiamato da Plinio) che ne riporta le origini mitiche, collegate alla stirpe del semidio Eeta, Angizia, Circe. Non stupisce allora trovare rappresentazione della dea su denarii gellii, se sarà ancora un Gellio, secoli più tardi, questa volta Aulo, a rammentare il legame con Circe. Poiché i serpenti erano spesso collegati con le arti curative, Angizia era probabilmente una dea della guarigione, per certi versi paragonabile ad una Potnia theròn "signora degli animali". I Marsi, che la consideravano più una maga che una dea, le dovevano la conoscenza dell'uso delle erbe curative, specie quelle contro i morsi di serpente. Le venivano attribuiti altri poteri, come quelli di uccidere i serpenti con il solo tocco.
Dai romani veniva talvolta associata alla Bona Dea.
L'antica diffusione della devozione alla dea Angizia in vaste zone dell'Italia centro meridionale e la tradizione di cerimonie che si svolgono a metà primavera in diverse contrade sono rivelatrici di un rito propiziatorio della fertilità.
Era nota come Anctia fra i Marsi e Anagtia presso i Sanniti, mentre ad Aesernia, presso la contemporanea Isernia, le veniva riservato l'appellativo di diiviia. I Peligni la chiamavano Anaceta o Anceta: a Corfinium esisteva il culto fra le donne ed era invocata con l'attributo di Keria, voce che richiama il latino Cerere il cui culto a Roma era abbinato a quello della terra e della fertilità.
È suggestiva la corrispondenza della dea italica alla divinità iranica Anahita o Anchita, compagna di Mitra, e alla dea assira Ištar, anch'essa dea della fecondità. Se Angitia, Anagtia, Anceta, Anaceta, Anahita sono, come appare, denominazioni della stessa divinità, ne consegue che condividono il significato del nome. Anahita vuol dire "colei che viene in soccorso, che sta accanto"; sarebbe costituito dalle componenti accadiche an (accanto, per, verso) e aḫitu (fianco, lato).

## Culto
(Inno a san Domenico abate)

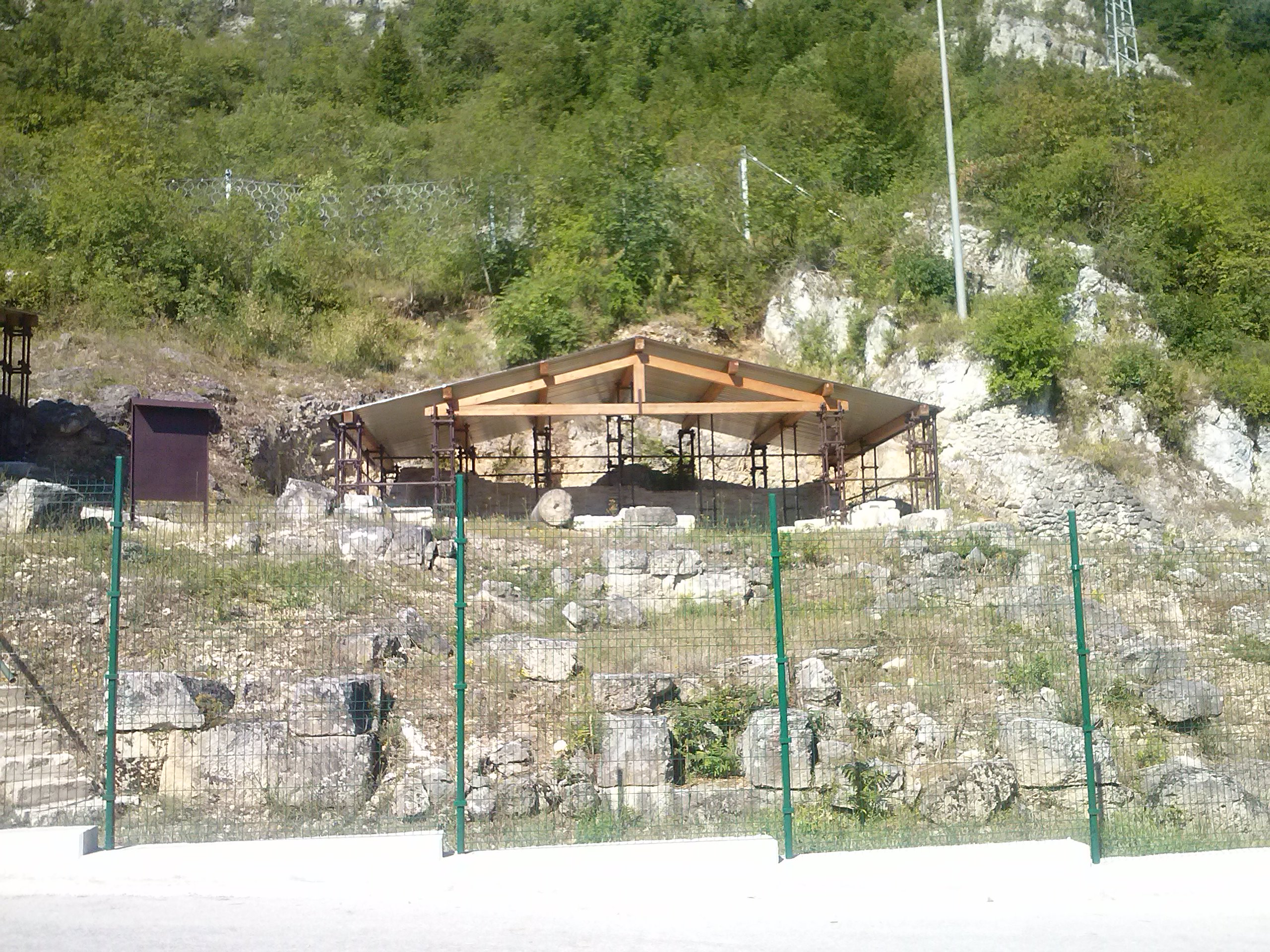
Scorcio fotografico del sito di Lucus Angitiae a Luco dei Marsi

Il bosco sacro che secondo Virgilio era dedicato alla dea Angizia si trova nei pressi del sito archeologico di Lucus Angitiae alle porte della contemporanea Luco dei Marsi.
La singolare cerimonia dello Spirito Santo che si svolge a Luco dei Marsi nel giorno di Pentecoste prevede, indizio rivelatore, l'imprescindibile presenza degli zampognari con sosta presso i ruderi del tempio italico di Anxa, nome romano derivato dal toponimo in lingua marsa Actia, a cui sarebbe connesso anche il nome della dea Angizia.
Nel museo Antinum di Civita d'Antino è esposta una stele funeraria dedicata alla dea marsa.
A Cocullo, il primo di maggio si svolge annualmente la festa dei serpari, ora dedicata a san Domenico, che sarebbe derivata da una reminiscenza del culto pagano di Angizia. 
Numerose le ricorrenze religiose in altri luoghi della Marsica e dell'Abruzzo con pratiche all'aperto e presso le tante chiese dedicate alla Madonna delle Grazie e alla Madonna della Neve che richiamano il culto della divinità italica della fecondità.
La squadra di calcio di Luco dei Marsi è stata denominata Angizia Luco.

## Mito
Silius Italicus, nelle Punicae (libro VIII, 495-501) scrive:
Angitia, figlia di Eeta, per prima scoprì le male erbe,
così dicono, e maneggiava da padrona
i veleni e traeva giù la luna dal cielo;
con le grida i fiumi tratteneva e,
chiamandole, spogliava i monti delle selve.
Varie le versioni del mito che la associano talvolta a Medea, altre a Ecate. L'evidenza archeologica ci restituisce una Angizia in trono con il volto di Gorgone.

## Santuario
Il toponimo del bosco sacro presso il santuario di Angizia (Lucus Angitiae) sopravvive nel nome della cittadina di Luco dei Marsi.

## Curiosità
Gabriele D'Annunzio scelse questo nome per la figlia di un serparo, uno dei personaggi della tragedia La fiaccola sotto il moggio.

## Fonti
- Publio Virgilio Marone, Eneide, 36aC-19aC.